# Pennsylvania
Pennsylvania je američka savezna država smještena na Istočnoj obali SAD-a, omeđena saveznim državama New York, New Jersey, Delaware, Maryland, West Virginia i Ohio. Glavni grad je Harrisburg.
Razvijena je poljoprivreda, šumarstvo te metalurška, kemijska i prehrambena industrija. 
U Punxsutawneyju se svake godine 2. veljače slavi Sviščev dan.
Pittsburgh je jedan od značajnijih centara američkih Hrvata, čija je emigracija ondje započela u 18. stoljeću. Ujedno je i sjedište najveće organizacije hrvatskih iseljenika, Hrvatske bratske zajednice, te mnogih institucija i župa.

## Ime
Svoje ime Pennsylvania je dobila po britanskom admiralu Williamu Pennu i svojoj prirodnoj specifičnosti (sylvania, „šumska zemlja”).

## Okruzi (Counties)
Pennsylvania se sastoji od 67 okruga (engleski: counties)

## Stanovništvo
Popisom iz 2002. Pennsylvania ima 12 335 091 stanovnika. 
Etnička struktura 2000. je izgledala ovako: 
- Angloamerikanci:
- Afroamerikanci: 1 224 612
- Portorikanci i manji dio Kubanaca: 394 088
- Kinezi: 50 650
- Korejci: 31 612
- Vijetnamci: 30 037
- Američki Indijanci: 18 348
- Filipinci: 14 506
- Polinezijci: 14 126

### Indijanci
Domorodačko indijansko stanovništvo Pennsylvanije je nestalo. Prastanovnici su bili plemena Susquehanna ili White Minqua s rijeke Susquehanna River, a prostirali su se i po državama New York i Maryland. Drugo pleme bili su Honniasont ili Black Minqua s gornjeg Ohia, a prostirali su se i u Zapadnu Virginiju.

## Najveći gradovi
| Grad          | Okrug        | Stanovnici 1. travnja 2000. | Stanovnici 1. srpnja 2004. |
| ------------- | ------------ | --------------------------- | -------------------------- |
| Philadelphia  | Philadelphia | 1.517.550                   | 1.470.151                  |
| Pittsburgh    | Allegheny    | 334.563                     | 322.450                    |
| Allentown     | Lehigh       | 106.632                     | 106.732                    |
| Erie          | Erie         | 103.717                     | 103.925                    |
| Reading       | Berks        | 81.207                      | 80.727                     |
| Scranton      | Lackawanna   | 76.415                      | 73.928                     |
| Bethlehem     | Bethlehem    | 71.329                      | 72.441                     |
| Lancaster     | Lancaster    | 56.348                      | 55.182                     |
| Altoona       | Blair        | 49.523                      | 47.832                     |
| Harrisburg    | Harrisburg   | 48.950                      | 47.635                     |
| Wilkes-Barre  | Luzerne      | 43.123                      | 41.559                     |
| York          | York         | 40.862                      | 40.043                     |
| State College | Centre       | 38.420                      | 39.311                     |
| Chester       | Delaware     | 36.854                      | 36.922                     |
| Bethel Park   | Allegheny    | 33.556                      | 32.670                     |
| Norristown    | Montgomery   | 31.282                      | 30.873                     |
| Williamsport  | Lycoming     | 30.706                      | 30.175                     |
| Monroeville   | Monroeville  | 29.349                      | 28.486                     |
| Plum          | Allegheny    | 26.940                      | 26.684                     |
| New Castle    | New Castle   | 26.309                      | 25.308                     |
| Easton        | Easton       | 26.263                      | 26.267                     |
| Lebanon       | Lebanon      | 24.461                      | 23.925                     |